# Іванівський район (Херсонська область)
Іва́нівський райо́н — колишній район на крайньому сході Херсонщини. На півночі межує з Нижньосірогозьким районом, сході з Якимівським районом Запорізької області, півдні і заході з Генічеським і Новотроїцьким районами.
17 липня 2020 року ліквідований внаслідок адміністративно-територіальної реформи

## Географія

### Корисні копалини
З корисних копалин в наявності є жовта глина — сировина для виготовлення паленої цегли та черепиці.

### Земельні ресурси
| Територія, усього                         | 111,988                                                 | тис. га |
| у тому числі: сільськогосподарські угіддя | 107,942 тис. га (або 96,4 %) від площ с/г угідь області | тис. га |
| із них: рілля                             | 95,081 (або 88,1 %)                                     | тис. га |
| Ліси й інші лісовкриті площі              | 1,385 (або 1,2 %)                                       | тис. га |
| Забудовані землі                          | 1,565 (або 1,4 %)                                       | тис. га |
| Землі водного фонду                       | 0,674 (або 0,6 %)                                       | тис. га |
| Інші землі                                | 0,422 (або 0,4 %)                                       | тис. га |

## Історія
Райцентр був заснований у 1820 році вихідцями з Великої і Малої Лепетих, Білозерки, Шульгівки та інших сіл. Тут переселенців привабили неозорі родючі землі та наявність балки, яка мала воду.
Район утворений у 1923 році у Мелітопольській окрузі Катеринославської губернії. Потім скасований. Відновлений 1937 року у підпорядкуванні Дніпропетровської області. З січня 1939 року у Запорізькій області. У 1941-43 роках територія району входила до Якимівської округи Таврійської генеральної округи.
Протягом 28 жовтня — 1 листопада 1943 р. район було визволено від гітлерівських окупантів підрозділами 2-ї гв.,51-ї та 28-ї А 4 Українського фронту.
30 березня 1944 року район увійшов до складу новоутвореної Херсонської області.
05.02.1965 Указом Президії Верховної Ради Української РСР передано Павлівську та Петрівську сільради Іванівського району до складу Генічеського району.
17 липня 2020 року ліквідований внаслідок адміністративно-територіальної реформи

## Економіка

### Сільське господарство
У районі були сприятливі умови для розвитку рослинництва і тваринництва. Головними культурами є озима пшениця, ярий ячмінь, соя, кукурудза, соняшник. Вирощують тут овочеві і баштанні культури. Також добрі умови для розвитку скотарства, свинарства, вівчарства, птахівництва.
Перспективні можливості для розвитку сільськогосподарського тваринництва створює зрошення. На півдні району проходить магістральний канал Каховської зрошувальної системи, що забезпечує поля дніпровською водою.

### Промисловість
У 1899 році Федором Милютіним було збудовано цегельний завод, який діяв до 1979 року.
Достатні в районі умови для переробної промисловості, її представляли маслозавод і харчосмакова фабрика, розміщені в Іванівці, продукція яких користується попитом.

## Населення
Розподіл населення за віком та статтю (2001)
| Стать | Всього | До 15 років | 15-24 | 25-44 | 45-64 | 65-85 | Понад 85 |
| --- | ------ | ----------- | ----- | ----- | ----- | ----- | -------- |
| Чоловіки | 8535   | 1936        | 1238  | 2588  | 2028  | 717   | 28       |
| Жінки | 9501   | 1741        | 1239  | 2579  | 2367  | 1461  | 114      |
| \| Статево-вікова піраміда \| Статево-вікова піраміда \| Статево-вікова піраміда \| \| ----------------------- \| ----------------------- \| ----------------------- \| \| Чоловіки \| Вік \| Жінки \| \| 28 \| 85 + \| 114 \| \| 30 \| 80-84 \| 145 \| \| 114 \| 75-79 \| 346 \| \| 283 \| 70-74 \| 515 \| \| 290 \| 65-69 \| 455 \| \| 603 \| 60-64 \| 762 \| \| 287 \| 55-59 \| 429 \| \| 516 \| 50-54 \| 528 \| \| 622 \| 45-49 \| 648 \| \| 684 \| 40-44 \| 684 \| \| 688 \| 35-39 \| 671 \| \| 629 \| 30-34 \| 636 \| \| 587 \| 25-29 \| 588 \| \| 592 \| 20-24 \| 569 \| \| 646 \| 15-20 \| 670 \| \| 795 \| 10-14 \| 745 \| \| 638 \| 5-9 \| 565 \| \| 503 \| 0-4 \| 431 \| |        |             |       |       |       |       |          |
| Статево-вікова піраміда |        |             |       |       |       |       |          |
| Чоловіки | Вік    | Жінки       |       |       |       |       |          |
| 28 | 85 +   | 114         |       |       |       |       |          |
| 30 | 80-84  | 145         |       |       |       |       |          |
| 114 | 75-79  | 346         |       |       |       |       |          |
| 283 | 70-74  | 515         |       |       |       |       |          |
| 290 | 65-69  | 455         |       |       |       |       |          |
| 603 | 60-64  | 762         |       |       |       |       |          |
| 287 | 55-59  | 429         |       |       |       |       |          |
| 516 | 50-54  | 528         |       |       |       |       |          |
| 622 | 45-49  | 648         |       |       |       |       |          |
| 684 | 40-44  | 684         |       |       |       |       |          |
| 688 | 35-39  | 671         |       |       |       |       |          |
| 629 | 30-34  | 636         |       |       |       |       |          |
| 587 | 25-29  | 588         |       |       |       |       |          |
| 592 | 20-24  | 569         |       |       |       |       |          |
| 646 | 15-20  | 670         |       |       |       |       |          |
| 795 | 10-14  | 745         |       |       |       |       |          |
| 638 | 5-9    | 565         |       |       |       |       |          |
| 503 | 0-4    | 431         |       |       |       |       |          |

Національний склад населення за даними перепису 2001 року:
| Національність | Кількість осіб | Відсоток |
| -------------- | -------------- | -------- |
| українці       | 16114          | 89,34 %  |
| росіяни        | 1139           | 6,31 %   |
| вірмени        | 143            | 0,79 %   |
| татари         | 141            | 0,78 %   |
| молдовани      | 107            | 0,59 %   |
| інші           | 393            | 2,18 %   |

Мовний склад населення за даними перепису 2001 року:
| Мова       | Кількість осіб | Відсоток |
| ---------- | -------------- | -------- |
| українська | 16260          | 90,15 %  |
| російська  | 1271           | 7,05 %   |
| татарська  | 116            | 0,64 %   |
| вірменська | 115            | 0,64 %   |
| молдовська | 71             | 0,39 %   |
| інші       | 204            | 1,13 %   |

## Культура
На території району функціонували 2 бібліотеки; 14 сільських-бібліотек-філій; один будинок культури; 13 сільських клубів; 16 клубів за інтересами; одна дитяча музична школа.
На території районузнаходилося 47 пам'яток археології (кургани доби бронзи-заліза).

## ЗМІ
Видається районна газета «Нове життя». Наклад 950 примірників.

## Політика
25 травня 2014 року відбулися Президентські вибори України. У межах Іванівського району було створено 17 виборчих дільниць. Явка на виборах складала — 52,55 % (проголосували 6 050 із 11 513 виборців). Найбільшу кількість голосів отримав Петро Порошенко — 40,64 % (2 459 виборців); Юлія Тимошенко — 15,39 % (931 виборців), Сергій Тігіпко — 11,14 % (674 виборців), Олег Ляшко — 9,87 % (597 виборців), Анатолій Гриценко — 5,45 % (330 виборців). Решта кандидатів набрали меншу кількість голосів. Кількість недійсних або зіпсованих бюлетенів — 1,74 %.

## Персоналії
Іванівщина дала батьківщині 4 воїнів-Героїв Радянського Союзу — Федора Резніка, Олександра Садового, Івана Гришина та Василя Химича.